# Пешков, Владимир Николаевич
Владимир Николаевич Пешко́в (11 января 1911, дер. Грибановка, Тамбовская губерния — 8 сентября 1941) — флаг-штурман авиационной эскадрильи 49-го истребительного авиационного полка 15-й армии Северо-Западного фронта, старший лейтенант. Герой Советского Союза.

## Биография
Родился 11 января 1911 года в деревне Грибановка (ныне посёлок городского типа Грибановский Воронежской области) в крестьянской семье. Русский. Член ВКП(б) с 1939 года. В 1934 году окончил химико-технологический институт. Работал на заводе в городе Воронеже.
В Красной Армии в 1934—1935 годах и с 1937 года. Окончил военную авиационную школу лётчиков. Участник советско-финской войны 1939—1940 годов.
Флаг-штурман авиационной эскадрильи 49-го истребительного авиационного полка старший лейтенант В. Пешков к марту 1940 года совершил 99 боевых вылетов в тыл противника на разведку и штурмовку военных объектов, в воздушных боях сбил три вражеских самолёта.
Указом Президиума Верховного Совета СССР от 20 мая 1940 года «за образцовое выполнение боевых заданий командования на фронте борьбы с финской белогвардейщиной и проявленные при этом отвагу и геройство» старшему лейтенанту Пешкову Владимиру Николаевичу присвоено звание Героя Советского Союза с вручением ордена Ленина и медали «Золотая Звезда».
Участвуя в Великой Отечественной войне с её первых дней, погиб (сбит в воздушном бою на г. Батайском) 8 сентября 1941 года. Версия о гибели в воздушном бою, записанная из художественной книги Дважды Героя Советского Союза Луганского. Реально разбился в авиакатастрофе, в первом самостоятельном вылете на истребителе ЛаГГ-3. Похоронен в городе Ростове-на-Дону.
Награждён орденом Ленина, орденом Красного Знамени.